# Условное наклонение
Усло́вное наклоне́ние (кондиционал(ис), лат. modus conditionalis) — наклонение, обозначающее действия, желаемые при определённых условиях.
В славянских языках наклонение исторически образовывалось двумя способами — с помощью л-причастия и особой спрягаемой формы с основой *bi- (например, в старославянском ходилъ бимь; вероятно, этимологически связано с индоевропейским оптативом) и при помощи л-причастия и формы вспомогательного глагола, совпадающей с основой аориста глагола быти (ходилъ быхъ). В большинстве древних славянских диалектов была представлена только вторая форма, сосуществование двух форм, их взаимовлияние и контаминация характерны в основном для южных диалектов. Существует гипотеза, согласно которой форма с аористом вспомогательного глагола исторически представляет собой одну из форм славянского плюсквамперфекта.
Форма вспомогательного глагола, спрягаемого по типу аориста, сохранилась в современных чешском (četl bych), верхнелужицком (čitał bych), сербскохорватском (čitao bih), болгарском (бих чел). В хорватских чакавских говорах сохранилась спрягаемая форма, восходящая к *bimь: čitao bin. Во многих языках форма вспомогательного глагола превратилась в неизменяемую частицу: рус. бы/б, бел. бы/б, укр. би/б, нижнелуж. by, кашуб. bë/b, макед. би. С этой частицей может сочетаться форма связки настоящего времени (словац. čítal by som, некоторые диалекты македонского — би сум читал; формы типа бы есте пустили в русских памятниках XIV—XV в.) или её окончания (пол. czytał-by-m).
В русском языке глаголы в условном наклонении образуются при помощи суффикса -л- и частицы бы(б) — вылечил бы, отправилась бы, принесло бы, сделали бы. Положение частицы-энклитики бы во фразе достаточно свободное. Глаголы в условном наклонении изменяются по числам и в единственном числе — по родам.
Ранее условное наклонение в русском языке нередко называлось сослагательным.